# Albumy numer jeden w roku 2012 (USA)
Notowanie Billboard 200 przedstawia najlepiej sprzedające się albumy w Stanach Zjednoczonych. Publikowane jest ono przez magazyn Billboard, a dane kompletowane są przez Nielsen SoundScan w oparciu o cotygodniowe wyniki sprzedaży cyfrowej oraz fizycznej albumów.

## Historia notowania
| Data publikacji | Album                                               | Artysta            | Źródło |
| --------------- | --------------------------------------------------- | ------------------ | ------ |
| 7 stycznia      | Christmas                                           | Michael Bublé      | [ 1 ]  |
| 14 stycznia     | 21                                                  | Adele              | [ 2 ]  |
| 21 stycznia     | 21                                                  | Adele              | [ 3 ]  |
| 28 stycznia     | 21                                                  | Adele              | [ 4 ]  |
| 4 lutego        | 21                                                  | Adele              | [ 5 ]  |
| 11 lutego       | 21                                                  | Adele              | [ 6 ]  |
| 18 lutego       | 21                                                  | Adele              | [ 7 ]  |
| 25 lutego       | 21                                                  | Adele              | [ 8 ]  |
| 3 marca         | 21                                                  | Adele              | [ 9 ]  |
| 10 marca        | 21                                                  | Adele              | [ 10 ] |
| 17 marca        | 21                                                  | Adele              | [ 11 ] |
| 24 marca        | Wrecking Ball                                       | Bruce Springsteen  | [ 12 ] |
| 31 marca        | Up All Night                                        | One Direction      | [ 13 ] |
| 7 kwietnia      | The Hunger Games: Songs from District 12 and Beyond | Soundtrack         | [ 14 ] |
| 14 kwietnia     | MDNA                                                | Madonna            | [ 15 ] |
| 21 kwietnia     | Pink Friday: Roman Reloaded                         | Nicki Minaj        | [ 16 ] |
| 28 kwietnia     | Tuskegee                                            | Lionel Richie      | [ 17 ] |
| 5 maja          | Tuskegee                                            | Lionel Richie      | [ 18 ] |
| 12 maja         | Blunderbuss                                         | Jack White         | [ 19 ] |
| 19 maja         | Blown Away                                          | Carrie Underwood   | [ 20 ] |
| 26 maja         | Blown Away                                          | Carrie Underwood   | [ 21 ] |
| 2 czerwca       | Trespassing                                         | Adam Lambert       | [ 22 ] |
| 9 czerwca       | Born and Raised                                     | John Mayer         | [ 23 ] |
| 16 czerwca      | Born and Raised                                     | John Mayer         | [ 24 ] |
| 23 czerwca      | 21                                                  | Adele              | [ 25 ] |
| 30 czerwca      | Looking 4 Myself                                    | Usher              | [ 26 ] |
| 7 lipca         | Believe                                             | Justin Bieber      | [ 27 ] |
| 14 lipca        | Living Things                                       | Linkin Park        | [ 28 ] |
| 21 lipca        | Fortune                                             | Chris Brown        | [ 29 ] |
| 28 lipca        | Uncaged                                             | Zac Brown Band     | [ 30 ] |
| 4 sierpnia      | Life is Good                                        | Nas                | [ 31 ] |
| 11 sierpnia     | Uncaged                                             | Zac Brown Band     | [ 32 ] |
| 18 sierpnia     | God Forgives, I Don’t                               | Rick Ross          | [ 33 ] |
| 25 sierpnia     | Now 43                                              | Różni Artyści      | [ 34 ] |
| 1 września      | Based on a T.R.U. Story                             | 2 Chainz           | [ 35 ] |
| 8 września      | Chapter V                                           | Trey Songz         | [ 36 ] |
| 15 września     | Eye On It                                           | TobyMac            | [ 37 ] |
| 22 września     | North                                               | Matchbox Twenty    | [ 38 ] |
| 29 września     | Away from the World                                 | Dave Matthews Band | [ 39 ] |
| 6 października  | The Truth About Love                                | P!nk               | [ 40 ] |
| 13 października | Babel                                               | Mumford & Sons     | [ 41 ] |
| 20 października | Babel                                               | Mumford & Sons     | [ 42 ] |
| 27 października | Babel                                               | Mumford & Sons     | [ 43 ] |
| 3 listopada     | Night Train                                         | Jason Aldean       | [ 44 ] |
| 10 listopada    | Red                                                 | Taylor Swift       | [ 45 ] |
| 17 listopada    | Red                                                 | Taylor Swift       | [ 46 ] |
| 24 listopada    | Red                                                 | Taylor Swift       | [ 47 ] |
| 1 grudnia       | Take Me Home                                        | One Direction      | [ 48 ] |
| 8 grudnia       | Unapologetic                                        | Rihanna            | [ 49 ] |
| 15 grudnia      | Girl On Fire                                        | Alicia Keys        | [ 50 ] |
| 22 grudnia      | Red                                                 | Taylor Swift       | [ 51 ] |
| 29 grudnia      | Red                                                 | Taylor Swift       | [ 52 ] |